# Autoradio

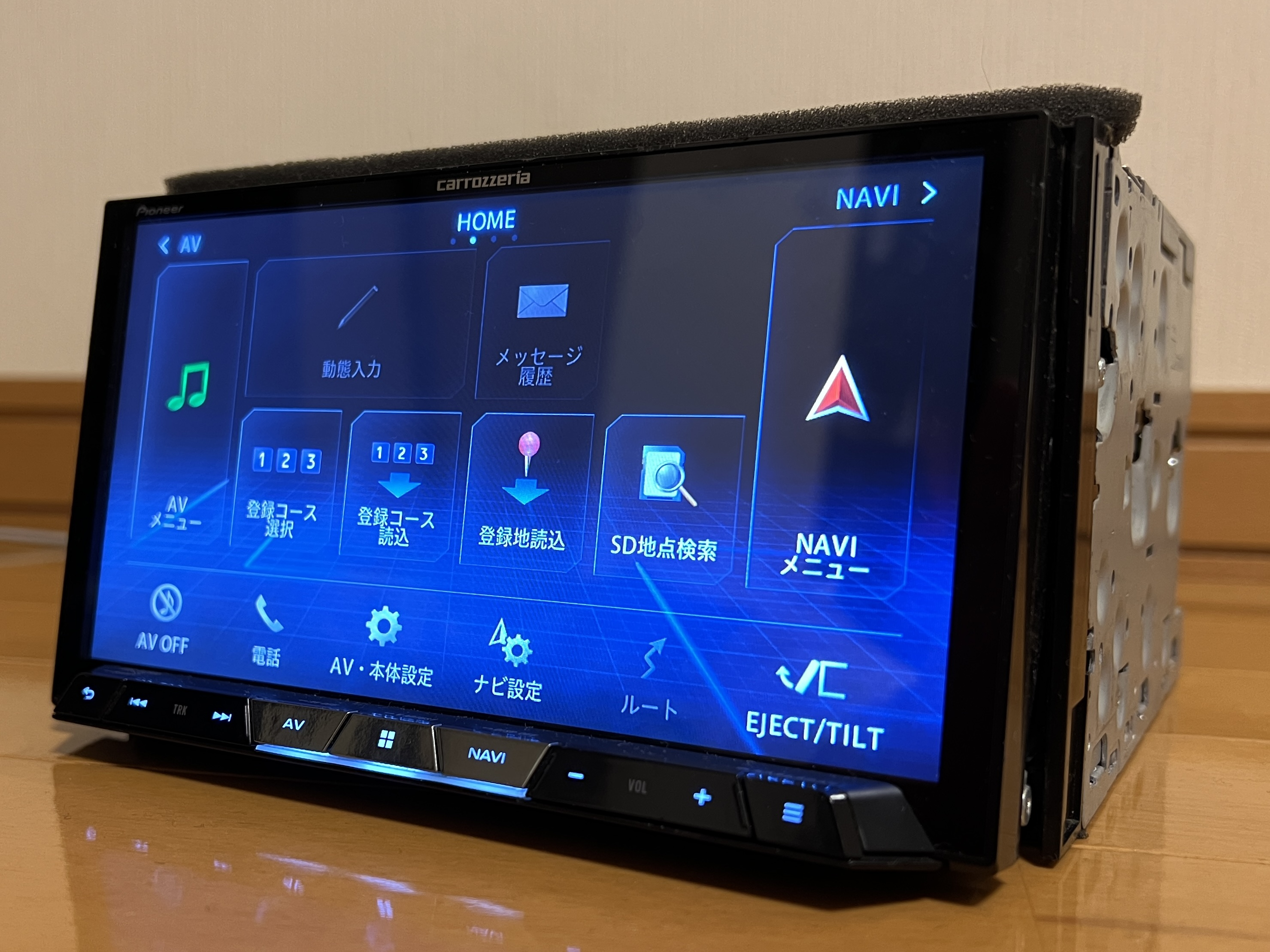
Autoradio doppio DIN con ampio touch screen, DVD, 1seg, GPS e SDXC

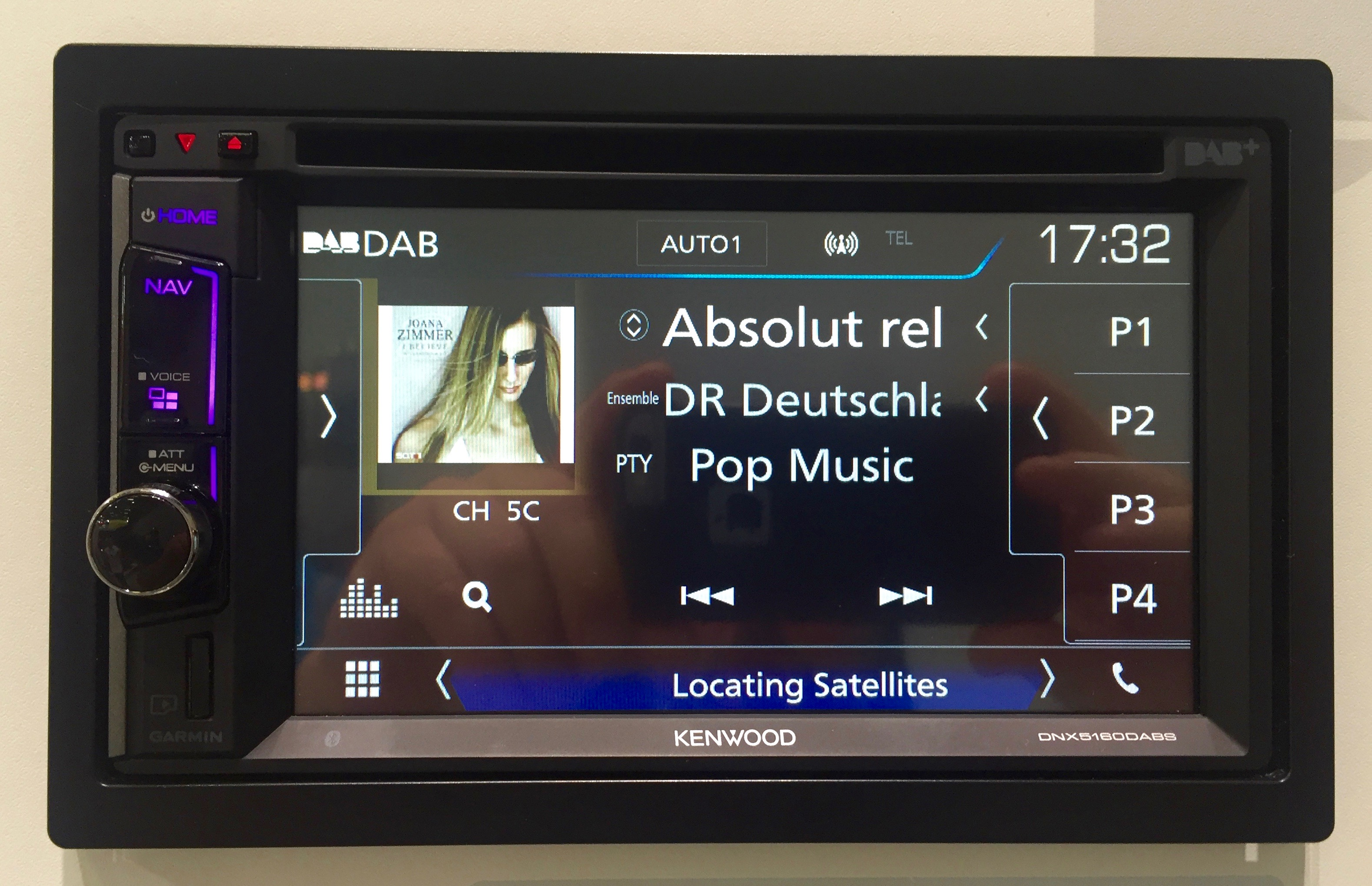
Autoradio DAB+/AM/FM/LW/CD/DVD/USB/microSDHC/GPS/Bluetooth/CarPlay/AndroidAuto

L'autoradio è un apparecchio, installabile a bordo di un autoveicolo, dedicato alla ricezione di emissioni radiofoniche.

## Storia

Autoradio di una Fiat 2800 (1939)

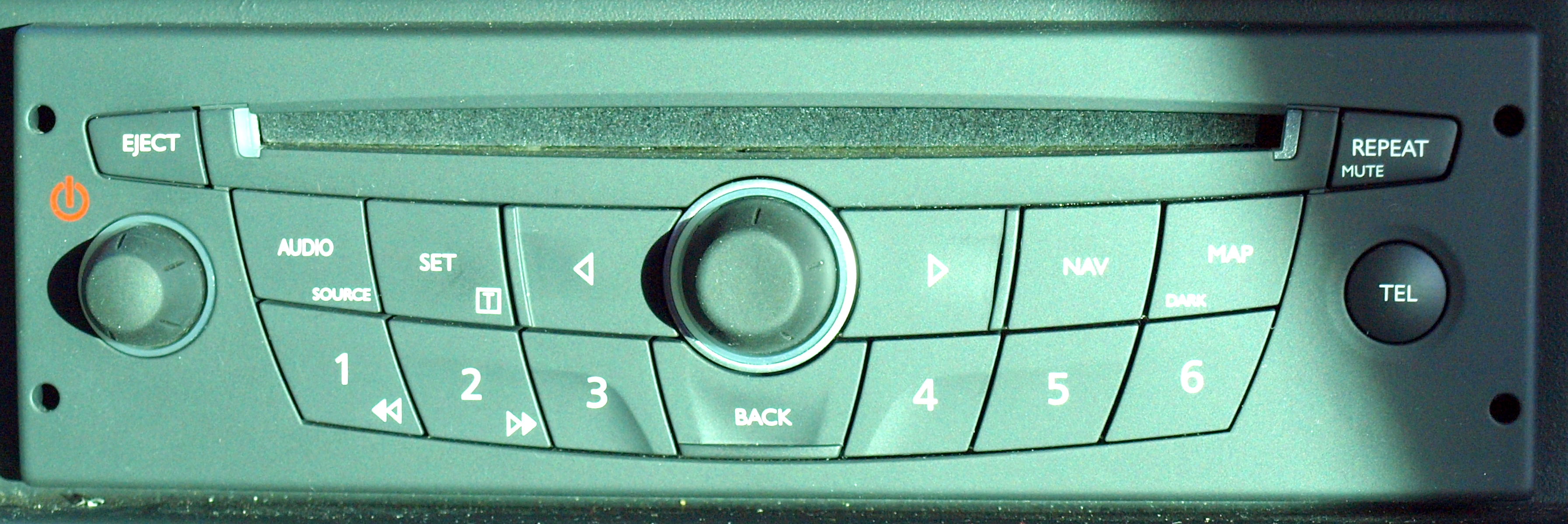
Autoradio Renault DIN singola associata ad uno schermo separato

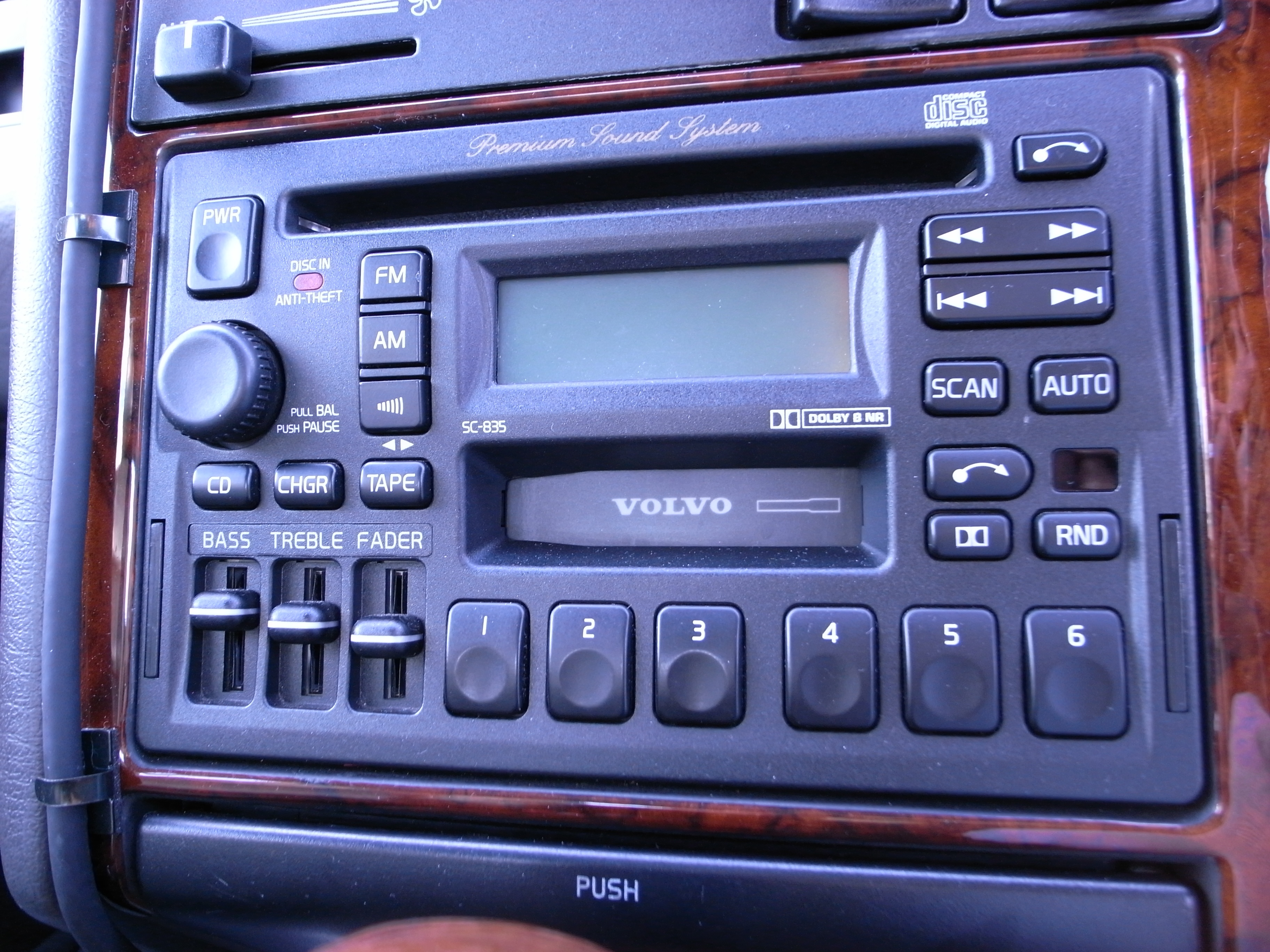
Autoradio Volvo doppio DIN con CD e cassetta

La nascita dell'autoradio si deve ai fratelli Paul e Joseph Galvin che fondano la Galvin Manufacturing Corporation nel 1928. Il primo modello viene prodotto nel 1930 e viene chiamato Motorola 5T71, dove Motorola sta per Sound in Motion (Motor=moto, Ola=suono). Il modello era installabile nella maggior parte delle auto. Nel 1932 Blaupunkt costruisce la prima autoradio europea, l'AS 5, un oggetto di grandi dimensioni con un volume di circa dieci litri. L'AS 5 veniva installato nello spazio del bagagliaio e regolato tramite un comando posto sul piantone dello sterzo.
Nel 1936 viene installata per la prima volta una ricetrasmittente nelle auto della polizia americana, chiamata Police Cruiser Radio.
L'autoradio ha una grossa spinta con l'introduzione dei transistor, molto più affidabili e meno esigenti delle valvole. I due pomelli, per il volume e la sintonia, rimarranno comunque presenti nelle autoradio sino all'arrivo di alcuni modelli Grundig, in grado di memorizzare le stazioni radio grazie ad un sistema meccanico. Negli anni '40 la Becker personalizza gli impianti radio per marchi come Mercedes e Porsche e nel 1948 presenta il suo primo prodotto commerciale, l'Aerophon. Con l'arrivo degli anni '60 la Becker produce la Montecarlo, la prima autoradio a essere realizzata completamente a transistor.
Grazie all'italiano Federico Faggin e agli americani Ted Hoff e Stanley Mazor nasce il primo microprocessore con il quale le autoradio saranno in grado di ricercare e memorizzare le stazioni radio.
Nel 1967 il Gruppo ALPS Electric crea una joint-venture con Motorola per lo sviluppo di un marchio di prodotti specifici per il car audio: Alpine.
Nel 1968 Philips introduce le prime autoradio con lettore di audio cassette. Nel 1975 la Becker presenta la prima meccanica autoreverse. I sintonizzatori arrivano a 18 memorie, gli equalizzatori a cinque bande e vengono introdotte le funzioni Dolby e ricerca brano per le audio cassette.
Il primo frontalino estraibile fu inventato dalla ditta italiana Bensi nel 1980.
I primi esemplari di sinto CD vengono introdotti a metà degli anni ottanta.
Oggi le autoradio sono cambiate sostanzialmente. Le sorgenti, così vengono chiamati gli apparecchi (in quanto appunto non più solo radio da auto) sono molto sofisticate e includono funzioni avanzate non solo di ascolto. Esistono autoradio con DVD o con GPS. Affiancandole ad una serie di accessori quali l'antenna TV o delle telecamere, le autoradio moderne permettono di seguire il telegiornale o di avere una visione dello spazio nel quale si sta parcheggiando.
Le nuove case automobilistiche, dal 2015 circa, producono nuovi modelli di auto con autoradio integrate, prive di lettori CD, rimpiazzando questi ultimi con prese per chiavette USB e lettori Bluetooth, nonostante l'alto tasso di vendite Compact Disc e ritorno di Vinili e (molto di recente) musicassette.
Esistono veri e propri circuiti di appassionati dell'"Audio Tuning", che elaborano le auto per ottenere risultati di riproduzioni audio fedeli e potenti.

## Gli accessori
Già a partire dai primi anni '70, visto il successo e la diffusione dell'autoradio, si sviluppano contemporaneamente una serie di accessori utili sia per l'installazione che per la fruizione della musica. Partendo dai tunnel centrali in legno che fungevano da supporto, si è passati per lo sviluppo di strutture in plastica, fino ad arrivare alle mascherine in plastica personalizzate. Tra le aziende protagoniste dell'evoluzione del settore sono state, per il mercato americano, la Metra, per il mercato italiano sono state pioniere la Phonocar e l'Autosonik.
Ormai il concetto di autoradio è restrittivo, essendo stato inglobato all'interno di un oggetto multimediale più vicino al personal computer, con utilizzo di hard disk, DVD e con possibilità di navigazione su internet.